# Csernátoni Vajda Sámuel (tanár)
Csernátoni Vajda Sámuel (Tsernátoni Vajda Sámuel) (Dés, 1750 körül – Marosvásárhely, 1803. november 12.) filozófus, marosvásárhelyi református tanár.

## Életpályája
Csernátoni Vajda Péter fia. A nagyenyedi Bethlen-kollégiumban tanult. 1776-ban Göttingenben, 1778-ban Utrechtben tanult. 1780-ban a székelyudvarhelyi kollégiumhoz választották meg conrectornak a bölcselet, természettan és mennyiségtan tanítására. Mint udvarhelyi tanár, némely vallási sérelmek ügyében, kihallgatáson volt 1783-ban Backamadarasi Kis Gergely kollégájával II. József előtt Parajdon. 1783. június 3-ától haláláig a marosvásárhelyi kollégiumban a bölcselet tanára volt.
Bécsben megjelent Philosopicum tentamen című műve Leibniz hatását mutatja. Lefordította, előszóval és jegyzetekkel látta el Karl Friedrich Flögel Geschichte des menschlichen Verstandes című, 1765-ben megjelent művét. Az eredetileg mintegy háromszáz oldalas mű magyar kiadása a jegyzetekkel együtt mintegy kétszeres hosszúságú lett. Jegyzeteiben „eszelős tudósok”-nak nevezte a monistákat, akik közül név szerint említi „Hobbesiust” és ”a Hiberniai Berkly Györgyöt;” elismeréssel szólt viszont „amaz most igen híres Kánt Filosofus”-ról.

## Munkái
- Philosophicum tentamen in quo demonstratur ex natura Dei, ejusque atributis lumine rationis cognitis, divinam rerum futurarum praescientiam falli non posse; nec tamen libertatem actionum humanarum affligere. Viennae, 1791.
- Az emberi értelemnek természeti históriája, vagy olyan filosophia vizsgálás, a mely az emberi elmék tulajdonságainak és azoknak a tapasztaláson fundált okait adja elő. Jegyzetekkel és magyarázatokkal bővítve. Flögel német eredetije után magyarítva. Kolozsvár, 1795.